# 卒業式

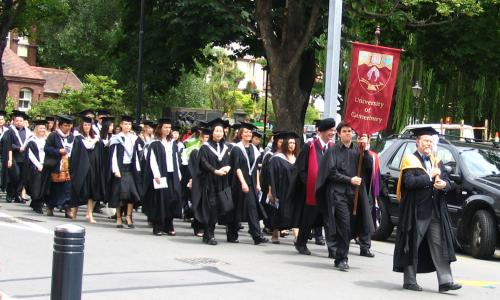
ニュージーランド・カンタベリー大学での卒業式中の卒業生の行進
（2004年）

卒業式（そつぎょうしき、英: Graduation ceremony）は、学校における教育課程を全て修了したことを認定し、卒業証書を授与することで門出を祝う式典の一つ。
欧米でも大学の学位授与の式典はあるが、各学校の修了ごとに祝う式典は日本と韓国でのみ見られる習慣である。また、卒業生が教諭・教授や両親への感謝を伝え、節目をつける式典でもある。
なお本項では、卒業式後の学籍満了日についても詳述することとする。

## 卒業式の呼称
小学校・中学校・義務教育学校・高等学校・中等教育学校および特別支援学校では、式典で「卒業証書」を授与することから「卒業証書授与式」と呼ばれる（これについては次の「#歴史」を参照）。
一方で大学においては、大学院修了者に対しては「卒業証書」は授与されず「学位記」のみが授与されるため、大学院のみで行う場合は「学位記授与式」、学部と合同で行う場合は「大学院修了式・大学卒業式」「学位記授与式」など各校によって呼称には差が見られる。
幼稚園および特別支援学校の幼稚部においては「卒園式」と呼ばれ、「卒園証書」が授与される。なお、保育所（保育園）でも「卒園式」が行われる。

## 歴史
日本では1872年（明治5年）の学制の施行に伴い、各等級（学年）ごとに試験修了者に対して卒業証書を授与したことに起源を持つ。その後、明治10年代ごろ（1870年代半ばから1880年代にかけて）に現在のような独立した儀式として定着した。
2020年（令和2年）は新型コロナウイルス感染症拡大の問題に直面し、この年の卒業式が相次いでキャンセルとなった。一方で感染の拡大状況を見ながら延期して行った学校もあり、その際には参加者同士の密集を防ぐために式を複数回に分けて行う、身体的距離を保つために席の間隔を空けるなどといった工夫がなされた。これらの対策は翌年以降も継続して取り入れられている。

## 日本における卒業式

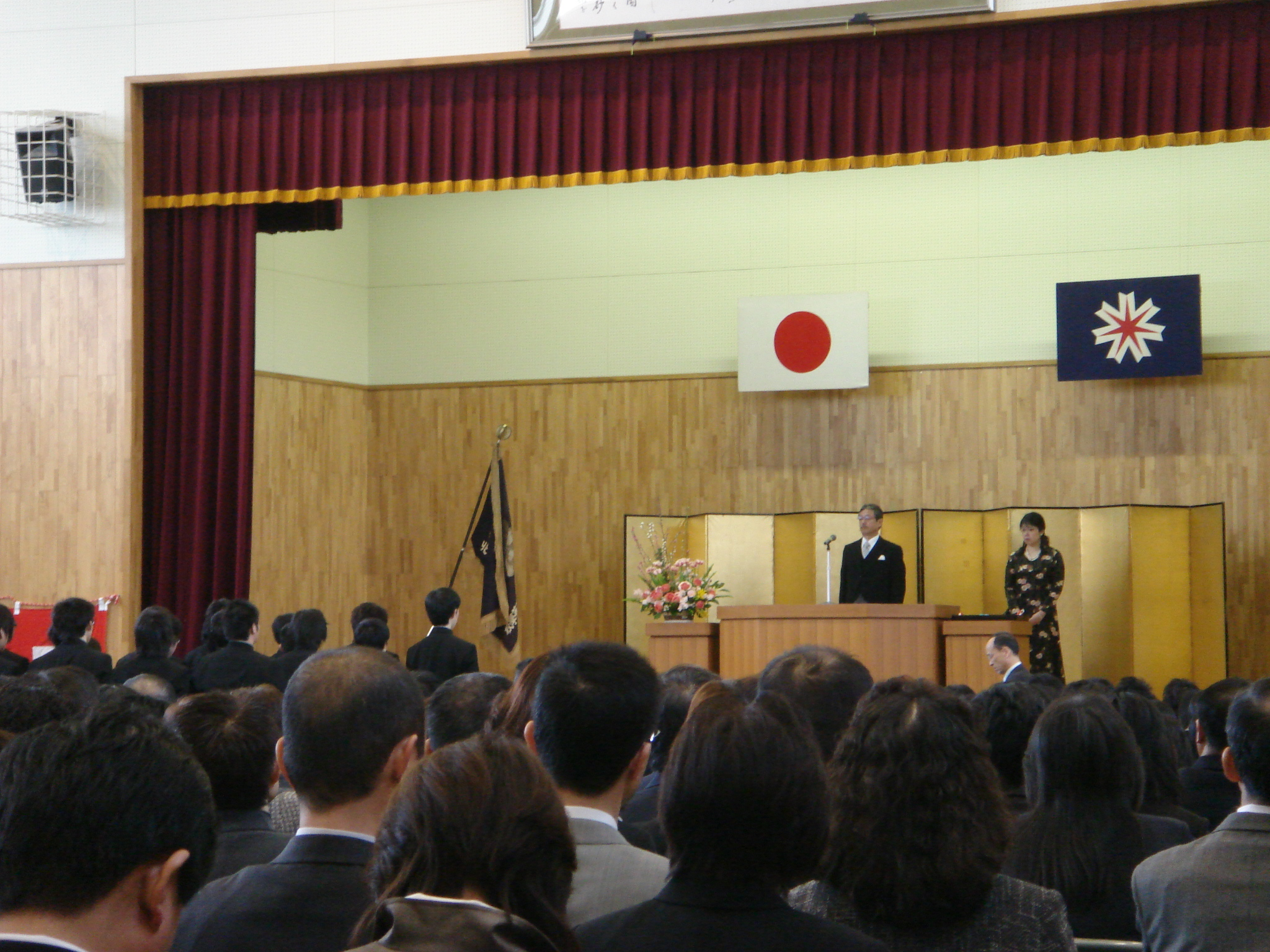
日本の卒業式（北海道室蘭市）
2006年3月1日撮影

通常、3月に実施される（早春の歳時記的なものにされるほどである）が、一部の私立中学校、高等学校では2月に実施される。小中学校では従来は3月20日頃が多かったが、近年、小学校・中学校は3月中旬ごろに行われている。

### 教育課程における位置づけ
小学校・中学校・義務教育学校・高等学校・中等教育学校および特別支援学校においては、学校教育法施行規則における教育課程の中の特別活動に位置づけられ、始業式・終業式・入学式・修了式などと並ぶ学校行事となっている。
なお文部科学省が定める学習指導要領では、特別活動領域における「儀式的行事」の一種とされており、入学式などと同様に「その意義を踏まえ、国旗を掲揚するとともに、国歌を斉唱するよう指導するものとする」と定められている。

## 海外における卒業式
日本国外でも学位授与のための卒業式は存在するが、西欧諸国など学校の課程終了が公的試験（バカロレアやアビトゥーアの取得）によって認定される国では、卒業という概念はなく、そのため卒業式も存在しない。
アメリカでは6月、ブラジルでは1月、韓国では2月が多い。これは学年年度（アメリカでは6月に年度終了、9月から新学期）による違いである。

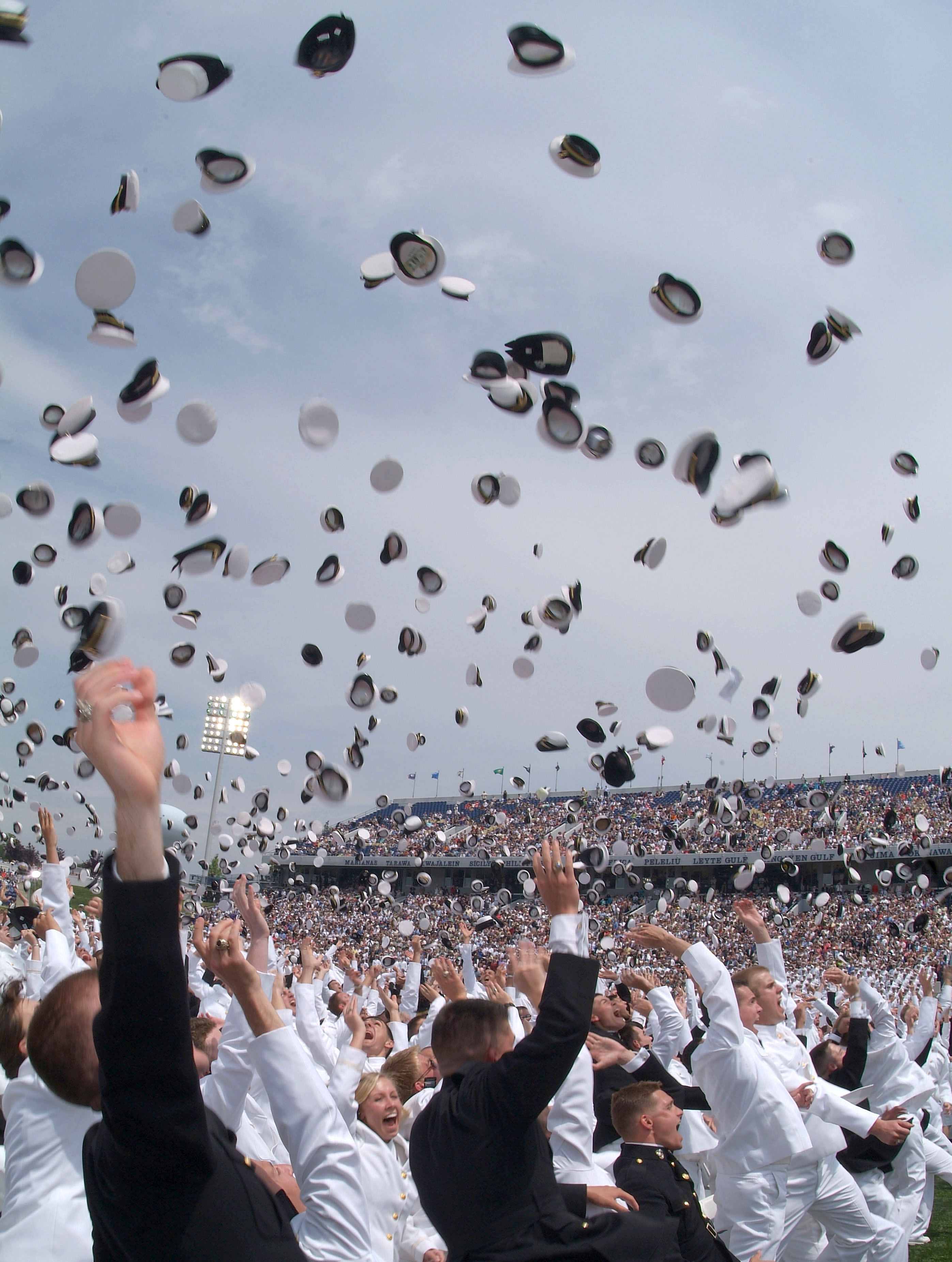
アメリカ海軍兵学校の卒業式・兼（少尉）任官式 2005年5月27日撮影
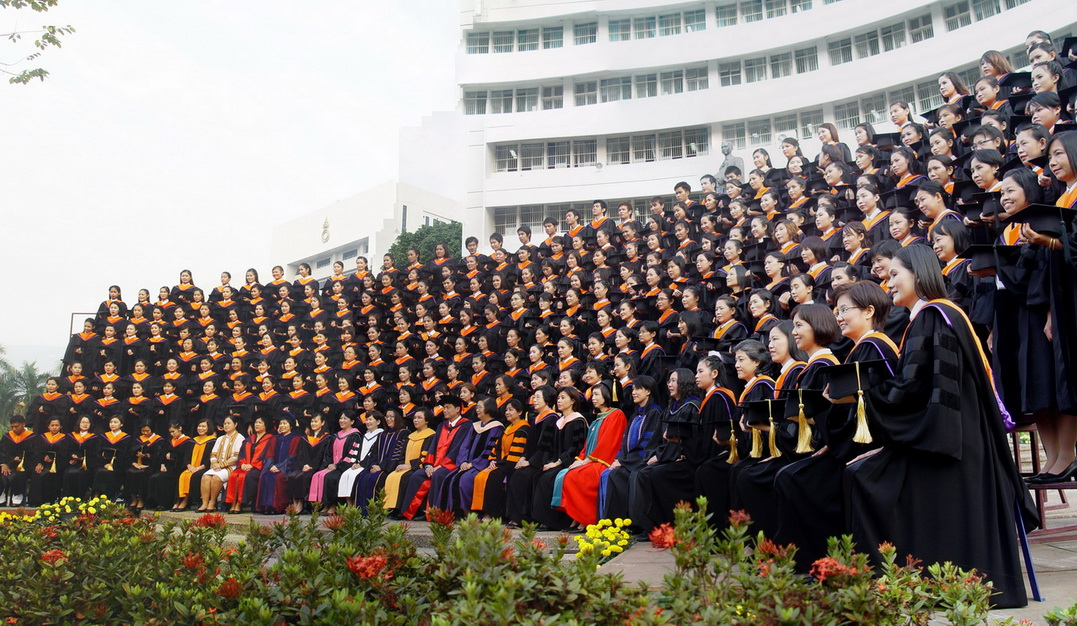
タイにおける看護師の卒業式
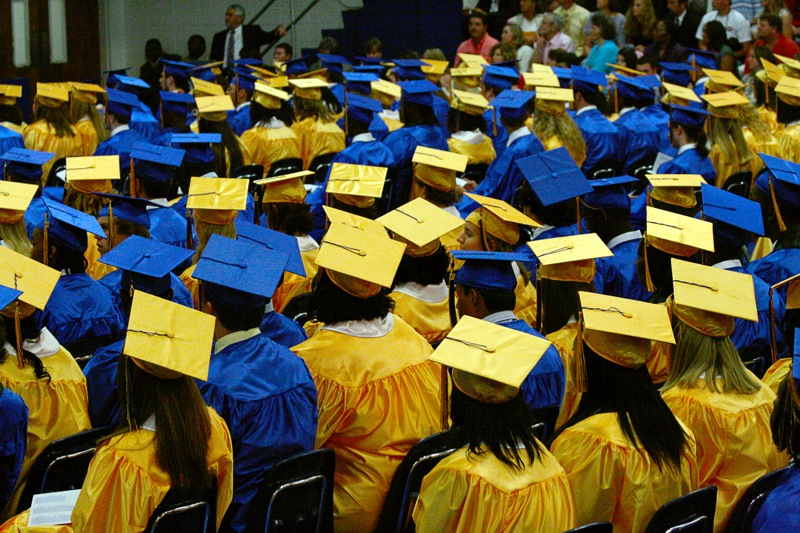
米国ジョージア州のブランズウィック高校の卒業式 2007年5月25日撮影

## 卒業式の形式
大きく分けて、一面式と対面式の2種類がある。

### 一面式
演壇に向かって卒業生一同、在校生一同、保護者一同の順に同じ方向で配席される。教職員と来賓は両側から内向きに配席される。
伝統的な方法である。

### 対面式
近年特に小学校で増えてきた方式である。一部の中学校や特別支援学校でも採用されている。
- その名のとおり、演台を中央に置かれた卒業生と在校生・保護者、教職員と来賓が向かい合わせになり進行する方式である。そのため、在校生と卒業生の目が合うため緊張感が持ちやすく、近年多くの小学校などで取り入れられている。
- その際、後述の送辞・答辞の代わりに「卒業の言葉」が用意され、呼びかけが行われる。また途中で卒業の歌が入る場合が多い。
- 特徴としてステージが空くため、さまざまな演出がしやすい。その一方で、児童・生徒と教職員、保護者、来賓などとの上下関係を希薄にさせることから「悪平等」であるという側面もあり、賛否両論である。

なお一面式の卒業式でも、「卒業の言葉」が行われる際は対面式になり、卒業生が振り向き在校生と向かい合う形になる。

## 卒業式の内容
以下は基本例であり、実際の形式等については学校によって異なる。
1. 卒業生入場
学級担任教諭が卒業生を先導する。その際、吹奏楽部による演奏やBGM（「威風堂々」など）をバックに入場する。小中学校では1クラスずつ男女で2列を成して入場することが多いが、主に高等学校では学級担任の手によって証書授与を受けることも多いため、2クラス同時に1列ずつ成して入場することもある。
なお、大学等の高等教育機関（以下「大学等」）では式次第としては行われない（後述の「卒業生退場」も同様）。
2. 開式の辞（開式の言葉）
司会者により開式宣言が行われる。
3. 国歌斉唱（国歌演奏）
卒業生・来賓・教員全員による君が代の斉唱が行われる。
大学等ではこれに代えて式歌斉唱（大学独自の歌であり、後述の卒業歌と別物）が行われる場合もある。
一部の公立学校では市歌も斉唱される。
なお宗教系の学校では歌われないことが多く、特にミッションスクールでは聖歌が何曲か歌われたりする。
4. 学事報告
来賓として招待した学校教育関係者（教育委員会など）への業務報告を行う。これは、一年間の職員の体制、各学年の入学・進級の実績などを報告するもので、主に公立小で行われることが多い。
5. 卒業証書授与
卒業証書授与は校長（幼稚園・保育園の場合は園長、大学の場合は学長・総長。以下まとめて「校長等」と称する）によって行われる。校長等の脇には教頭や卒業生の学年主任、幼稚園・保育園などの場合は担任教員などの教員がつく。
「生徒全員が校長等から受け取る」「クラス全員の卒業証書を代表者が校長等から受け取り、教室で1人1人に渡す」方法があり、これは学校によって異なる。後者の場合、優秀な生徒が代表者に選ばれることが多い。
なお授与の際、教員は卒業生にねぎらいの言葉を掛ける場合もある。ただし、学年の規模や校風による。
6. 式辞（「学校長式辞」など）
校長等により行われる。「告辞」と称する場合もあり、私立学校においては、学校法人理事長による式辞も行われる。
7. 来賓祝辞
教育関係者、地元都道府県議会・市町村議会の議員など、列席の来賓により行われる。
都道府県立高等学校の場合は知事祝辞が必ずあるが、年度末で定例議会開会中であり、また知事が全ての高校へ出席するのは時間的に不可能のため、副知事が出席代読する例が非常に多い。
8. 来賓紹介
上記の者を含む、列席の来賓を紹介する。
9. 祝電披露
上記以外の者からの祝電を発表する。
10. 記念品贈呈
卒業生が母校に遺す記念品の紹介。
11. 送辞・答辞 / 卒業の言葉
基本的に、「送辞」は在校生代表が卒業生へ向けて、また「答辞」は卒業生代表が校長等へ向けて発言する。送辞・答辞共に内容は基本パターンがあり、発言者生徒が教師の助言を受けて自分達の環境に合わせて加筆することが多い。
なお小学校などにおいては「卒業の言葉」と称し、在校生・卒業生による対面式になる場合が多い。
一方で、学校によっては送辞がなく答辞のみの所があるほか、送辞・答辞ともに行われない所もある。
12. 謝辞
保護者代表により行われる。行われない学校もある。
13. 式歌（卒業歌）
旅立ちの日に、仰げば尊し、蛍の光、未来へ、旅立ちの時〜Asian Dream Song〜、手紙、ありがとう さようならなど。小学校の場合は上記の「卒業の言葉」の合間に歌われることが多い。
なお、学校によっては卒業歌自体が歌われない所もある。
14. 校歌斉唱
学校によっては国歌斉唱のあとに斉唱する所もある。
15. 閉式の辞（閉式の言葉）
司会者により閉式宣言が行われる。
16. 卒業生退場
担任教諭が先導。入場と同様、吹奏楽部の演奏（「マイ・ウェイ」など）をバックに退場する。大学などでは式次第としては行われない。
- 防衛大学校（文部科学省ではなく防衛省所管の省庁大学校）[注釈 5]の「卒業式典」においては、「卒業」はすなわち「部隊解散」のため、卒業生たちは部隊長の「学生隊解散!」の号令で一斉に制帽を放り投げ、会場から飛び出す。

## 卒業式の出席者の服装

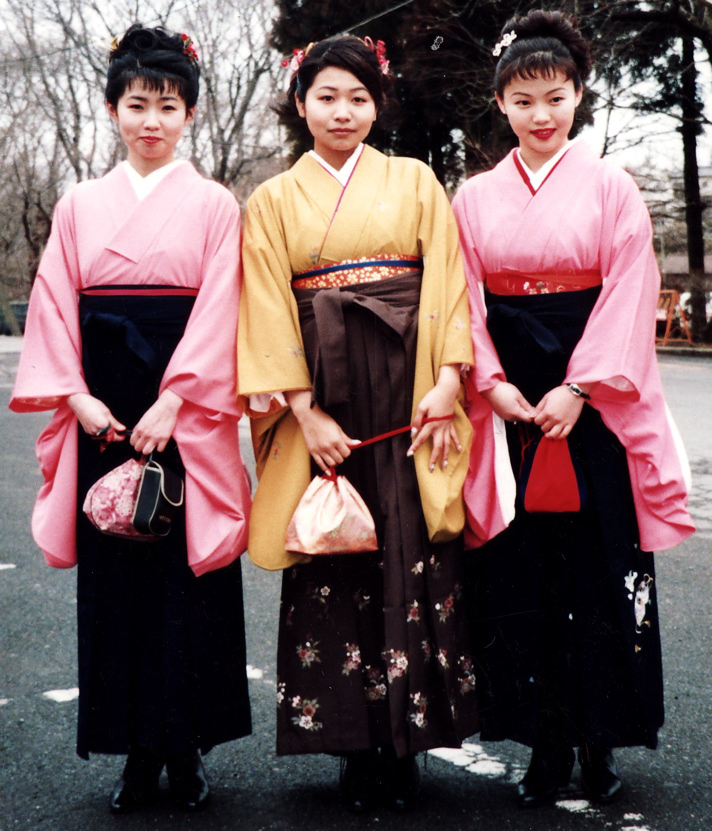
振袖や袴を着用する日本の女性の卒業生。
2007年7月2日撮影

- 基本的に儀式の場であるため、児童・生徒・学生は制服校の場合は制服、私服校の場合はスーツ・礼服・袴などを着用する。
  - 小学校では私服校の場合、進学先の中学校の制服を着用する場合もある。
- 学校職員は、校長は正礼装（モーニング、女性は袴）、教頭以下は準礼装が主流。
- 担任教諭も基本的に準礼装の場合が多いが、女性教諭は袴を着用することもある。
- 小学校では女性教諭はほぼ袴を着用、中学校は半々、高校になると準礼装のスーツが多くなる。
- 大学では女子学生が袴を着用することが多い。
- 卒業生の父親はスーツとネクタイ、母親はセレモニースーツやワンピースなど着用する。
- 朝日真・文化服装学院専任教授は「小学生の卒業式で袴がはやりだしたのは5年ほど前から（2019年当時）。大学の卒業式で袴が流行したのが1990年代そのころの女子大生の子どもが小学校を卒業するようになった最近のこと」。着物業界が少子化により成人式での需要が減り新たなターゲットが（制服のない）小学校の卒業式だった[12]。

## 学籍満了日
卒業式開催日および進路決定・未決定にかかわらず、最終学年の終期、すなわち学籍満了日はあくまで修業年限末日であるため、式当日後（卒業証書発行日後）も同日まではその学校に在籍している扱いとなる。このため、卒業式はあくまでも（正課としての）最終登校日であり、学籍満了日をもって正式に卒業（学籍終了）となる。具体的には、学校教育法施行規則における学年の始期および終期の規程に基づき、それぞれ以下のように取り扱われる。
1. 学年の始期が4月1日である以下の学校については、年度末である3月31日となっている。
- 小学校（第59条。以下各条に準用）
- 中学校（第79条）
- 義務教育学校（第79条の8）
- 高等学校（第104条）
  - 修業年限が3年を超える定時制の課程においては9月30日とすることができる（同条第2項）。
  - 第93条第1項により外国の高等学校に留学し、同条第2項により所定の単位を修得した場合は、その事実をもって学籍を終了することができる（第93条第3項）。
  - 特別の必要があり、かつ教育上支障がないと認められた場合は、その学期末をもって学籍を終了することができる（第104条第3項）。
- 中等教育学校（第113条） - その他、高等学校より第93条または第104条第2項の規程が準用される（第113条第3項）。
- 特別支援学校（第135条） - その他、高等学校より第93条または第104条第3項の規程が高等部に準用される（第135条第5項）。
- 高等専門学校（第179条）
  - 商船学科においては9月30日となる（修業年限が5年6か月であるため[13]）。
  - その他、高等学校より第104条第3項の規程が準用される（第179条）。
- 幼稚園（第39条）

2. 学年の始期が4月1日とは限らない以下の学校については、学長・校長がそれぞれ定めることとなっている。
- 大学（第163条） - なお同条第2項により、学年途中の学期末をもって学籍を終了することができる。
- 専修学校（第184条）

なお、学生・生徒（中学生以上）については学籍満了日までは学割を使うことが可能だが、学生証は式当日に卒業証書と引き換えに回収されることが多いので、その場合は学校や鉄道会社等に相談する必要がある。

## 離任式・退任式
卒業式から数日後、異動する教職員とのお別れの式として離任式、定年等により退職する教職員とのお別れの式として退任式が行われることが多い。ちなみに卒業生が参加した場合、その日が事実上の最終登校日となる。
また、当該卒業生の担任団もしくは校長・教頭の教員が定年退職を控えている場合、退任式とは別に卒業生から「教員卒業」という意味で卒業式、いわゆる「労い式」を開いてくれることもある。

## 卒業式における問題

### 学生運動による卒業式中止
1968年（昭和43年）、安田講堂での卒業式実力阻止を図った学生運動によって東京大学の卒業式が中止になった。

### 日章旗の掲揚や君が代の斉唱における問題
学習指導要領では、「その意義を踏まえ、国旗を掲揚するとともに、国歌を斉唱するよう指導するものとする」と定められている。
1990年代（平成2年-平成11年）以降、この要領に卒業式（及び入学式）における日章旗の掲揚、君が代の斉唱が指示されている事について、これを「強制」であると主張し、国旗掲揚・国歌斉唱に反対する教師が存在する。これに関連して、様々な問題が発生している。
卒業式ガイドラインのようなものを策定するなどして、各学校・校長へ指示・指導を行っている都道府県あるいは市町村・特別区の教育委員会もある。ガイドラインとは、例えば以下のような内容のものである。
1. 式場正面中央に日章旗を掲揚し、児童・生徒は日章旗に正対する。
2. 式次第に「国歌斉唱」と明記する。
3. 君が代の斉唱は教師のピアノ演奏で行い、一同起立し、日章旗に注目する。
4. 警備要員を除く全教職員が参列する。

しかし、教職員や児童・生徒の中には、「『思想・信条の自由』に反し不服である」などとして、君が代斉唱時の起立をしなかったり、君が代を斉唱しなかったりする者もいる。教職員のこれらの意見や行動は、日本国内の教育の場に対して混乱を招いているとして、教育委員会が前述のガイドラインを職務命令とし、これに反する教職員を訓告・戒告・減給等の処分にする例が年々増加している。
東京都では東京都教育委員会（都教委）が、都立高校の卒業式（入学式も）において、国旗を壇上向かって左側に掲げ、国歌斉唱の際は国旗に向かって起立し、ピアノ伴奏を伴って歌うこととしており、これに違反した者は職務上の責任を問われる（懲戒処分など）としているが、これに対して反発する一部の教職員もいる。違反を理由に処分された教職員らは、都は日本国憲法第19条に定める思想・良心の自由を侵しているとして、都教委を相手に処分の取り消しなどの裁判を起こしており、東京地裁において、原告の教師側が勝訴したこともある（詳しくは国旗及び国歌に関する法律を参照）。
これらの件に関連して、国旗及び国歌に関する法律（国旗国歌法・平成11年8月13日法律第127号）制定における答弁の中で、時の首相小渕恵三は「教育現場に強制をするものではない」としているが、同じく時の文部省（当時、現・文部科学省）教育助成局局長・矢野重典（のち、文部科学審議官・国立教育政策研究所所長、独立行政法人日本学生支援機構理事を経て公立学校共済組合理事長）は、参議院国旗・国歌特別委員会で、学校での日章旗掲揚や君が代斉唱の指導について「教職員が国旗・国歌の指導に矛盾を感じ、思想・良心の自由を理由に指導を拒否することまでは保障されていない。公務員の身分を持つ以上、適切に執行する必要がある」と述べている。
なお、大学については教育基本法第7条第2項より「自主性、自律性その他の大学における教育及び研究の特性が尊重されなければならない」とされており（ちなみに大学においては学習指導要領は存在しない）、国立大学法人といえども国旗掲揚や国歌斉唱がなされないことが多い。
また私立学校においても、宗教系学校などについては建学の精神の観点から行われないことが多い。